# Somerville (Indiana)
Somerville – miasto w Stanach Zjednoczonych, w stanie Indiana, w hrabstwie Gibson.